# Pohlsepia mazonensis
Pohlsepia mazonensis (лат.) — ископаемый вид двужаберных головоногих моллюсков, известный из отложений верхнего каменноугольного периода на территории США. По предположению описавших его в 2000 году авторов, вид относился к подотряду плавниковых осьминогов и, таким образом, стал наиболее древним известным науке видом осьминогов. Филогенетическое исследование 2015 года не подтвердило гипотезу о принадлежности Pohlsepia mazonensis к осьминогам, по его результатам данный вид рассматривается в качестве базальной группы двужаберных головоногих.

## Этимология
Родовое название Pohlsepia было дано в честь первооткрывателя этого ископаемого, Джеймса Поля (англ. James Pohl). Видовое название mazonensis присвоено по месту нахождению остатков — реки Мазон-Крик.

## История открытия
Вид известен по единственному ископаемому экземпляру, обнаруженному в северо-восточном Иллинойсе, США. Экземпляр был найден в отложениях у реки Мазон-Крик, относящихся к верхнему каменноугольному периоду. Эти отложения благодаря своей особой структуре (дельтовое осадконакопление, обеспечивавшее быстрое захоронение остатков) способствовали сохранению мягких тканей животных.
Типовой экземпляр вида хранится в Филдовском музее естественной истории в Чикаго, штат Иллинойс.
Возможно, к той же группе животных относится найденный ранее в этом же лагерштетте экземпляр, описанный в 1987 году палеонтологом Питером Эллисоном, но не получившим формального диагноза и научного названия ввиду плохой сохранности.

## Описание
Эти животные были маленькими, размером примерно 25 на 35 мм. Раковина отсутствовала. Мантия мешковидная, в своей дорсальной части соединялась с невыделяющейся головой. Голова несла на себе два глаза, подвижные челюсти с радулой, воронку и руки. Они имели по десять коротких щупалец (рук), два из которых модифицированные, прочие равной длины. Щупальца были расположены по окружности (что характерно для осьминогов). Не было установлено наличие присосок или крючков на щупальцах. Два весловидных плавника (наличие которых позволило причислить этих животных к подотряду Cirrina), длина которых превышает ширину. Возможно, наличествовал чернильный мешок, но отсутствие остатков чернил, которые у головоногих включают в себя весьма стойкий пигмент меланин, не позволяет утверждать это с уверенностью.

## Образ жизни
Pohlsepia mazonensis относится к так называемой эссекской биоте, для которой характерны организмы, обитавшими в прибрежной области моря и на прилегающих к нему болотистых участках суши.

## Эволюция и филогенез
До обнаружения Pohlsepia и находки Эллисона, в научном сообществе преобладало мнение, что двужаберные головоногие как группа отделились на рубеже девона и каменноугольного периода, а их дифференциация на десятируких и восьмируких произошла в мезозое. Открытие головоногих, утративших раковину, уже в отложениях верхнего карбона «отодвинуло» время отделения двужаберных головоногих намного дальше в палеозой, чем предполагалось ранее, причём дифференциация на подклассы должна была произойти, самое позднее, в конце каменноугольного периода. По гипотезе авторов первоописания вида Джоанны Клюссендорф и Питера Дойла, их находка указывала на то, что осьминоги из группы Cirrina появились почти на 140 миллионов лет ранее, чем считалось до сих пор. Тем не менее, более поздний филогенетический анализ, предпринятый Марком Саттоном с соавторами в 2015 году, не подтвердил принадлежности Pohlsepia mazonensis ни к плавниковым осьминогам, ни к осьминогам вообще; в результатах их исследования вид рассматривается как базальная группа двужаберных головоногих.

## Классификация
Определение таксономической принадлежности Pohlsepia затруднена величиной временного разрыва (более 100 миллионов лет) между предполагаемым возрастом этой находки и предполагаемым возрастом следующего известного ископаемого представителя осьминогов. Не исключено, что предполагаемые «плавники» Pohlsepia в действительности являлись рудиментами внутренней раковины. Отсутствие на отпечатке Pohlsepia следов внутреннего строения животного также осложняет её точное соотнесение с другими таксонами.
Отсутствие следов раковины позволяет с определённостью констатировать, что Pohlsepia не относится к вымершему подклассу белемнитов. Pohlsepia обладает рядом признаков, свойственных десятируким головоногим. Среди них наличие 10 рук, из которых одна пара модифицирована, отсутствие крючков на руках, весловидные плавники, голова и воронка, соединённые с мантией. Из современных десятируких Pohlsepia больше всего напоминает каракатиц, но отличается от них полной утратой раковины. В то же время, Pohlsepia обладает и рядом признаков, свойственных восьмируким головоногим, характеризуясь в том числе отсутствием чётко отграниченной головы, мешковидным телом и строением плавников, напоминающие таковое у Cirrina.
По совокупности признаков исследователи, описавшие Pohlsepia, поместили её в основу филогенетического древа осьминогов, отнеся её при этом к ветви, вероятнее всего относящейся к таксону Cirroctopoda (syn. Cirrina), на позицию, близкую к разделению двужаберных головоногих, не относящихся к белемнитам, на десятируких и восьмируких.
Результаты более позднего исследования филогенеза головоногих комбинированным методом, учитывающим имеющиеся молекулярные и морфологические данные о современных и ископаемых головоногих, указывают на то, что Pohlsepia наиболее вероятно относится к базальным двужаберным.